# Joe Bossano
Joseph John Bossano (ur. 10 czerwca 1939 w Gibraltarze) – gibraltarski polityk, lider Gibraltarskiej Socjalistycznej Partii Pracy. Szef ministrów (premier) Gibraltaru w latach 1988–1996. Od 1996 lider opozycji w parlamencie.

## Życiorys
Joe Bossano ukończył studia ekonomiczne. Był wykładowcą języka włoskiego na Uniwersytecie Birmingham w Wielkiej Brytanii. Był członkiem brytyjskiej Partii Pracy. 
Po powrocie do Gibraltaru wstąpił do Partii Integracji Brytyjskiej (IWBP, Integration with Britain Party), sprzeciwiającej się połączeniu Gibraltaru z Hiszpanią. W 1972 Bossano został wybrany członkiem Izby Reprezentantów gibraltarskiego parlamentu. W 1975 opuścił szeregi IWBP i założył własne ugrupowanie, Gibraltarski Ruch Demokratyczny ( Gibraltar Democratic Movemement), który później został przekształcony w Gibraltarską Socjalistyczną Partię Pracy (Gibraltar Socialist Labour Party). 
25 marca 1988 jego partia zwyciężyła w wyborach, a Joe Bossano objął stanowisko szefa ministrów (premiera). Od początków swej działalności politycznej Bossano mocno sprzeciwiał się jakiemukolwiek dzieleniu się suwerennością Gibraltaru z Hiszpanią bez zgody samych mieszkańców terytorium. Jego twarda postawa w tej sprawie przyczyniła się do wygrania wyborów parlamentarnych w 1992 z poparciem sięgającym 72% głosów. Hasło z kampanii, Give Spain No Hope (Żadnej Nadziei dla Hiszpanii), doprowadziło nawet do tarć pomiędzy rządem w Londynie a rządem w Madrycie, które od 300 lat spierają się o status Gibraltaru. 
Jako szef ministrów Bossano utrzymywał poprawne stosunki z hiszpańskimi politykami na szczeblu lokalnym, nie dyskutując jednocześnie z nimi na temat statusu brytyjskiego terytorium. Bossano przeprowadził także znaczące reformy ekonomiczne, które poskutkowały rozwojem prywatnego sektora gospodarki, opartego na działalności bankowej i turystyce. Rząd Bossano przyczynił się również do rozwiązania palącego problemu braku mieszkań. Uczyniono to poprzez rekultywację przybrzeżnych terenów oraz budowę setek mieszkań komunalnych, oferowanych później przez rząd po przystępnej cenie. 
Głównym zamierzeniem Bosaano, w trakcie pełnienia przez niego urzędu, było osiągnięcie przez Gibraltar jak największego zakresu suwerenności. Za rządów Bossano Gibraltar został wykreślony z listy terytoriów niesamodzielnych ONZ. 
W wyborach w 1996 Gibraltarska Socjalistyczna Partia Pracy zdobyła tylko 42% głosów poparcia i znalazła się w opozycji. Ponownie nastąpiło to po wyborach w 2000 oraz w 2003. Od tego czasu Joe Bossano pozostaje liderem opozycji parlamentarnej. 